# Ólafur Kristjánsson
Ólafur Helgi Kristjánsson (født 20. maj 1968) er en tidligere islandsk fodboldspiller og nuværende cheftræner i den danske klub Esbjerg fB. Han har tidligere blandt andet trænet FC Nordsjælland fra 2014 til 2015, og Randers FC fra sommeren 2016 til og med 5. oktober 2017.